# Alimémazine
L'alimémazine, commercialisé sous le nom de Théralène, est une substance dérivée de la phénothiazine. Elle possède des propriétés antihistaminiques, hypnotiques, antipsychotiques, anticholinergiques centrale et périphérique et antiémétique.
Ce sont ses capacités antihistaminiques H1 qui la font entrer parmi les médicaments utilisés dans le traitement de l'allergie (surtout contre le prurit), et de l'insomnie permanente. Cet antihistaminique est très sédatif et photosensibilisant.

## Pharmacologie
Malgré sa proximité de structure avec la chlorpromazine, elle est peu utilisée comme neuroleptique typique.
La demi-vie d'élimination est environ 5 heures. La répartition dans le corps est rapide.
Affinité pour le récepteur H1 : Ki= 0,72 nM 
Pour les récepteurs à l'acétylcholine mAch: Ki= 38 nM 
C'est la phénothiazine ayant l'affinité la plus forte pour le récepteur à l'histamine d'où l'effet très sédatif de la molécule même à faible dose.